# CL-600
La  CL-600  (o también concebida como  VA-40 ) es la carretera autonómica que transcurre desde Simancas hasta Tudela de Duero como "Opción Supersur de la ciudad de Valladolid". En estos últimos años se ha reformado profundamente construyendo variantes y mejorando su trazado. A todo esto se le añade la mejora de los enlaces con glorietas o prolongación de carriles de aceleración y deceleración.

## Otras denominaciones
Suele recibir el nombre técnico de Solución supersur de Valladolid, al estar concebida como una circunvalación muy exterior de la Ciudad por el Sur, para el tráfico en tránsito entre las vías a Salamanca (A-62), Madrid (N-601), Segovia (CL-601) y Soria (N-122).
Además, cuando tenía un carácter de carretera eminentemente local, siempre ha sido conocida en Valladolid como Carretera de las Maricas.

## Variantes

### Variante de Simancas
Ha sido recientemente inaugurada y cuenta con tres enlaces: el que conecta con la A-62 o Autovía de Castilla, uno central hacia el pueblo de Simancas y el de conexión con el Camino Viejo de Simancas, que une con Valladolid. Su principal cometido es liberar de tráfico al puente de Simancas sobre el Pisuerga, construyendo uno nuevo.

### Variante de Puente Duero
Inaugurada en 2004, cuenta con tres enlaces: uno en la glorieta con la CL-610 hacia Valladolid, otro continuador de la CL-600 hacia Tudela y el enlace con la CL-610 hacia Medina del Campo y Puente Duero.

### Variante de Tudela de Duero
Esta variante está aún en construcción, pero se prevé la apertura en poco tiempo.

## Recorrido
| Simancas ( A-62 ) - Tudela de Duero ( A-11 )              | Simancas ( A-62 ) - Tudela de Duero ( A-11 ) | Simancas ( A-62 ) - Tudela de Duero ( A-11 )                                         | Simancas ( A-62 ) - Tudela de Duero ( A-11 ) |
| Elemento y velocidad                                      | Esquema                                      | Nombre de salida                                                                     | Carretera que enlaza                         |
| --------------------------------------------------------- | -------------------------------------------- | ------------------------------------------------------------------------------------ | -------------------------------------------- |
|                                                           |                                              | Valladolid Tordesillas Simancas                                                      | E-80 A-62 Carretera Simancas                 |
|                                                           |                                              | Entrada Prohibida. Sin salida                                                        |                                              |
|                                                           |                                              | Río Pisuerga                                                                         |                                              |
|                                                           |                                              |                                                                                      |                                              |
|                                                           |                                              | Pesqueruela Complejo deportivo LOS PINOS Urbanización Entrepinos Valladolid          | VP-9000 VP-9801                              |
|                                                           |                                              | Pesqueruela Zona deportiva Urbanización                                              |                                              |
|                                                           |                                              | Urbanización Ribera del Duero                                                        | Camino de las Fuentes de Fregano             |
|                                                           |                                              | Cruce Cañada Real Merinera                                                           |                                              |
|                                                           |                                              | Puente Duero Medina del Campo, Villanueva de Duero Valladolid                        | CL-610                                       |
| Continuación por CL-610 hasta salida CL-600 Viana de Cega |                                              |                                                                                      |                                              |
|                                                           |                                              | Puente Duero Medina del Campo, Villanueva de Duero Valladolid                        | CL-610                                       |
|                                                           |                                              | Valdestillas                                                                         | VP-9003                                      |
|                                                           | Urbanización El Pinarillo                    |                                                                                      |                                              |
|                                                           | Urbanización                                 |                                                                                      |                                              |
|                                                           |                                              | Convento de Carmelitas Samaritanas                                                   |                                              |
|                                                           | Viana de Cega                                | CL-600                                                                               |                                              |
|                                                           |                                              | Río Cega                                                                             |                                              |
|                                                           |                                              | Viana de Cega                                                                        | CL-600                                       |
| (→ Tudela)                                                | ..                                           | Urbanización Pago del Nogal (sector 25)                                              |                                              |
|                                                           |                                              | Parque Tecnológico                                                                   |                                              |
|                                                           | ..                                           | Entrada Prohibida.                                                                   | Entrada Prohibida.                           |
|                                                           | ..                                           | Madrid                                                                               | N-601                                        |
| ..                                                        | Valladolid                                   | N-601                                                                                |                                              |
|                                                           | ..                                           | Valladolid                                                                           | N-601                                        |
|                                                           |                                              | Gasolinera Boecillo                                                                  |                                              |
|                                                           |                                              | Casino Palacio de los Condes de Gamazo                                               |                                              |
|                                                           | Boecillo                                     |                                                                                      |                                              |
|                                                           |                                              | Urbanización San Antón                                                               |                                              |
|                                                           | Urbanización El Otero                        |                                                                                      |                                              |
|                                                           |                                              | Polígono Industrial Segovia, Madrid Vía de servicio Valladolid Urbanización el Otero | A-601                                        |
|                                                           |                                              | Herrera de Duero                                                                     | VP-2201                                      |
|                                                           | Mojados                                      | VA-200                                                                               |                                              |
|                                                           |                                              | TUDELA DE DUERO                                                                      |                                              |
|                                                           |                                              |                                                                                      |                                              |
|                                                           |                                              | Camino Gachaperos Calle tras la Estación                                             |                                              |
|                                                           | Calle Silo                                   |                                                                                      |                                              |
|                                                           | Calle Santinos Calle Aldeamayor              |                                                                                      |                                              |
|                                                           |                                              |                                                                                      |                                              |
|                                                           |                                              | Calle Europa                                                                         |                                              |
|                                                           | Calle Herrera                                |                                                                                      |                                              |
|                                                           |                                              |                                                                                      |                                              |
|                                                           |                                              | La Parrilla Centro Urbano                                                            | VP-2302 N-112                                |
|                                                           |                                              | Calle Vid                                                                            |                                              |
|                                                           |                                              |                                                                                      |                                              |
|                                                           |                                              | Aparcamiento de tierra                                                               |                                              |
|                                                           |                                              |                                                                                      |                                              |
|                                                           |                                              | Camino Barcelona                                                                     |                                              |
|                                                           | Calle Palacios Rubios                        |                                                                                      |                                              |
|                                                           |                                              |                                                                                      |                                              |
|                                                           |                                              | Calle Dr. Mercado                                                                    |                                              |
|                                                           | Calle Tratado de Tordesillas                 |                                                                                      |                                              |
|                                                           | Calle Tratado de Tordehumos                  |                                                                                      |                                              |
|                                                           |                                              | TUDELA DE DUERO                                                                      |                                              |
|                                                           |                                              | Camino agrícola                                                                      |                                              |
| ..                                                        | Soria, Quintanilla de Onésimo                | A-11                                                                                 |                                              |
|                                                           |                                              | Entrada Prohibida. Valladolid                                                        | A-11                                         |